# Anask
Considera-se Anask (Hebráico, Anaque – ענק ou הענק; Sumério En-ki; Ea Babilônico; Grego, Anax - Ἅναξ) um nome interessante, por assumir vários significados e ter percorrido várias culturas. O fato de ser um derivado, não o torna menos importantes que os reais nomes, Aliás, menos importante que os nomes que o originaram. 
Atualmente se tornou comum os derivados de alguns nomes, sejam para facilitar a pronuncia, ou para embelezar os mesmos, sem que o significado mude. Exemplo: João – John, José – Josef, Maria – Mary. (Ressalta-se que os nomes variam de acordo com os países e culturas que os adotam).
No entanto, Anask é um nome raro e pouco se fala sobre ele.

## Anaque, Anac, Anak
De acordo com o Livro dos Números durante a conquista de Canaã pelos israelitas, Anak (grafada como ambos ענק e como הענק dependendo da referência) era uma figura bem conhecida, e um antepassado do anaquins (Heb. Anakim). Eram considerados fortes e de grandes estaturas, acredita-se, portanto, que eram gigantes descendentes dos nefilins. O uso da palavra" Nephilim "na bíblia um cruzamento de filhos dos deuses e as filhas do homem, e afirma que foi cruzamento entre um Anak Rephaite  e um filho de Arba. 

Etimologicamente, Anak significa pescoço comprido.

Os filhos de Anaque são mencionadas pela primeira vez quando o líder israelita Moisés envia doze espiões representando as doze tribos de Israel para espiar a terra de Canaã e dar um relatório completo para a congregação . Após os escoteiros têm explorado a terra inteira, voltaram com os relatórios, e dez dos doze espias tentou desencorajar os israelitas de possuir a terra, pois eles relataram que os homens eram mais altos e mais forte do que os israelitas, e além disso os filhos de Anaque habitam na terra, e os israelitas eram para eles como gafanhotos. O anaquins são posteriormente mencionado brevemente no livro de Deuteronômio Livro de Josué, Livro de Juízes e expulsaram os descendentes de Enac - seus três filhos - também chamada de Hebrom, Quiriate-Arba.

| Josué – 15:13 e 14 13. Mas a Calebe, filho de Jefoné, deu uma parte no meio dos filhos de Judá, conforme a ordem do SENHOR a Josué; a saber, a cidade de Arba, que é Hebrom; este Arba era pai de Anaque. 14. E Calebe expulsou dali os três filhos de Anaque; Sesai, e Aimã, e Talmai, gerados de Anaque, um terrível gigante. |

O nome de Anaque vem da raiz hebraica, assumido ('nq 1658), cujas derivações são raramente utilizados: (anaq 1658b) significa colar e é usado em Cantares de Salomão 4:9, e figurativamente em Pr 01:09. Esta palavra está escrita e pronunciada identificando o nome de Anaque, Anak. Como um verbo da palavra (Anaq 1658c) entende-se a servir como um colar (Salmo 73:6) ou doar a alguém em sentido figurado com riquezas (Deuteronômio 15:14). 
Enaque poderia, também estar relacionado com o deus sumério Enki considerando a relação entre os anaquins e Filístia.

## EnKi
Derivado do sumério en-ki "senhor da terra" (embora talvez originalmente de en-kur "senhor do mundo subterrâneo"). Enki, chamado Ea pelos babilônios, era o deus sumério da água e da sabedoria e da guarda da MIM, as leis divinas.

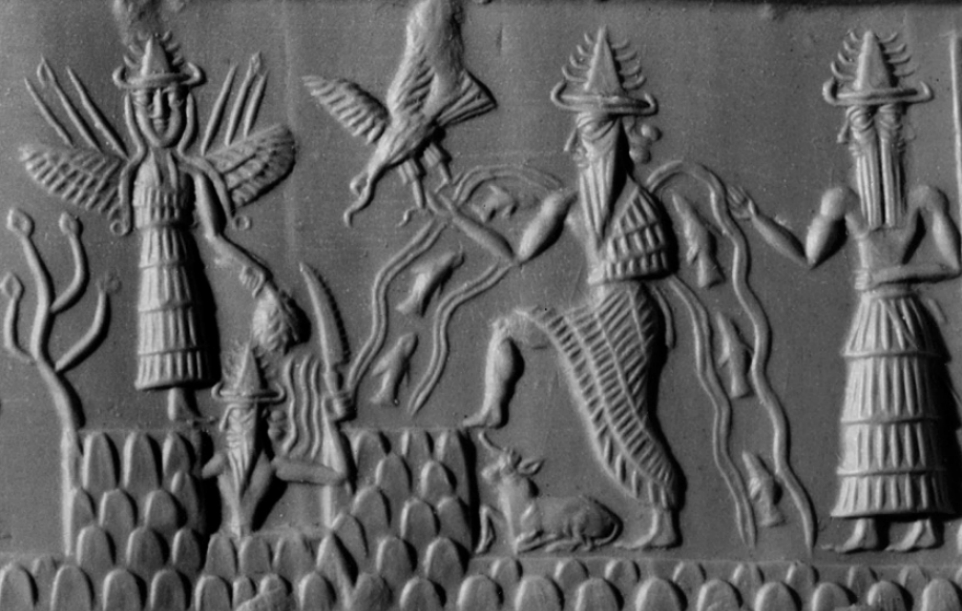
Baixo Relevo de EnKi Adorado pelos sumérios ou Ea Adorado pelos Babilônios

O nome Ea é de origem suméria e foi escrito por meio de dois sinais, significando "casa" e "água"; aponta decididamente para o seu personagem como um deus das águas. Enki era o deus da inteligência, água e criação. O principal templo de Enki em Eridu possuía o nome de e-Engur-ra,a "casa da água das profundezas", Se localizava nas zonas húmidas do vale do Eufrates, distânte do Golfo Pérsico. 
Não é certo o significado exato de seu nome: a tradução comum é "Senhor da Terra": Para o povo sumério, En é traduzida como "senhor", Ki como "terra", mas existem teorias que “Ki” nesse nome tem outra origem. Ele é o senhor do Apsu, o abismo. Seus símbolos incluiu uma cabra e um peixe, que depois combinados em um único animal, o Capricórnio, que se tornou um dos signos do zodíaco. 
De acordo com a mitologia sumeriana, Enki permitiu o homem sobreviver ao dilúvio projetado para matá-los. Depois que Enlil, e no resto do Conselho aparente de Deidades, decidiu que o homem sofreria aniquilação total, ele secretamente resgatou o homem humano Ziusudra, instruindo-o a construir um tipo de barco para a sua família. Esta é, aparentemente, a mais velha fonte sobrevivente do mito da Arca de Noé e outros mitos do Oriente Médio paralelo Dilúvio. 
Enki era considerado o deus da vida e reabastecimento, é na maioria das vezes representado com riachos de água oriundo de seus ombros, ao seu lado havia árvores que simbolizavam os aspectos masculino e feminino da natureza, cada um segurando os aspectos masculino e feminino da "Essência de Vida", que ele (EnKi), como alquimista aparente dos deuses, misturava com maestria para criar vários seres que vivem sobre a face da Terra.

## Anax
Na mitología grega Anax ou Anacte (em grego antigo Ἅναξ) era um gigante, filho de Urano (o Céu) e Gea (a Terra), e pai de Asterio . 
As lendas de Mileto , que durante duas gerações levou o nome de Anactoria, descrevem a Anax como rei do país, mas no reinado de seu filho, gigante como ele, a cidade e o território foram conquistador pelo cretense Mileto, quem mudou o nome. 
Identifica os anaquins com Anax (grego) da régua gigante do Anactorians na mitologia grega (Heb. Anakim) que tenham sido considerados "fortes e altos", "Estes Anakins parecem ter vindo da Grécia, como membros da [povos do mar] confederação que levou os egípcios a tanto problema no século XIV aC".
Anax (ἄναξ, desde cedo ϝ wanax αναξ) é uma antiga palavra grega para "(tribal), rei, senhor, (militar) líder". É um dos dois títulos gregos tradicionalmente traduzido como "rei", sendo o outro basileus. Anax é um dos dois termos mais arcaicos, herdada do período micênico, é especialmente utilizado em grego homérico, por exemplo, de Agamenon.
A palavra Anax deriva do tronco wanakt '(Ϝ ΑΝΑΞ, Ϝ ΑΝΑΚΤΟΣ), e aparece em escritos como micênica wa-na-ka. O ϝ digamma foi pronunciada /w/ e foi descartada desde cedo pelos dialetos do leste gregos (por exemplo, Jónico). 
A palavra Anax na Ilíada refere-se a Agamenon (ἄναξ ἀνδρῶν, ou seja, "Comandante-em-Chefe") e Príamo, rei que exercem soberania sobre outros reis. Essa hierarquia de uma possível "Anax" pode exercer ao longo de vários locais, "basileis", provavelmente dicas para uma organização proto-feudal, política da Idade do Bronze na Grécia. A Linear wanakteros palavra B (wa-na-ka-te-ro), que significa "real", e a palavra grega Anaktoron (ἀνάκτορον), que significa "palácio", são derivados de wanax. Anax também é um epíteto cerimonial do deus Zeus (Zeus Anax ") na sua qualidade de senhor do Universo, incluindo o resto dos deuses. O significado de "rei" do basileus na Grécia clássica é devido a uma mudança de terminologia, que teve lugar durante a Idade das Trevas grega. Em tempos micênicos, um gwasileus parece ser um funcionário de baixo escalão, enquanto que em Homero, Anax já é um título arcaico, usado para heróis lendários e os deuses ao invés de reis contemporâneos.